# 亚历山大·尼古拉耶维奇·雅科夫列夫
亚历山大·尼古拉耶维奇·雅科夫列夫（俄语：Алекса́ндр Никола́евич Я́ковлев；1923年12月2日—2005年10月18日），苏联政治人物、历史学家。1968年—1973年曾参与1977年苏联宪法的起草。雅科夫列夫曾在20世纪80年代担任苏联官员，并曾进入苏联共产党政治局和书记处。作为意识形态的主管，雅科夫列夫担任了与苏斯洛夫相同的职位，被称为“開放政策之父”。雅科夫列夫被认为是戈尔巴乔夫改革计划背后的主要知识分子。雅科夫列夫也是苏联历史上第一个承认1939年苏联与纳粹德国之间的《苏德互不侵犯条约》当中存在密约部分的苏联官员。

## 早年
雅科夫列夫出生於雅羅斯拉夫爾州伏爾加河畔的一個農民家庭，在苏德战争期間曾服役於蘇聯紅軍，曾於列寧格勒戰役中身負重傷，1944年加入蘇聯共產黨。1958年時，做為交換學生赴美國哥倫比亞大學學習一年。
1973年雅科夫列夫被勃列日涅夫任命為駐加拿大大使，他擔任此一職務時間長達十年。1983年，雅科夫列夫回到苏联，担任苏联科学院世界经济和国际关系研究所所长。1987年，进入苏共中央政治局。同年，苏共中央成立了调查20世纪30年代至50年代斯大林时期镇压情况的委员会并平反受害者，叶夫根尼·斯莫连采夫担任首任主席。1988年10月11日，雅科夫列夫接任，并无薪担任此职位至2001年。1988年，该委员会为诸如布哈林、季诺维也夫和加米涅夫等知名布尔什维克平反。
苏联解体后，雅科夫列夫拒绝了在叶利钦政府中任职的邀请，后担任奥斯坦金诺电视广播公司主席，1995年建立俄罗斯社会民主党。

## 作品
- 《一杯苦酒：俄罗斯的布尔什维主义和改革运动》（ Горькая чаша. Большевизм и Реформация в России）
- 《二十世纪俄国文献》
- 《雾霭·俄罗斯百年忧思录》（Сумерки)